# Csokó lombgébics
A Csokó lombgébics (Vireo masteri) a madarak osztályának verébalakúak (Passeriformes) rendjébe és a lombgébicsfélék (Vireonidae) családja tartozó faj.

## Rendszerezése
A fajt Paul Salaman és F. Gary Stiles írták le 1996-ban.

## Előfordulása
Dél-Amerika északnyugati részén, az Andok hegységben, Ecuador és Kolumbia területén honos. A természetes élőhelye szubtrópusi és trópusi hegyi esőerdők. Állandó, nem vonuló faj.

## Megjelenése
Testhossza 12 centiméter, testtömege 11 gramm.

## Életmódja
Ízeltlábúakkal táplálkozik.

## Természetvédelmi helyzete
Kicsi az elterjedési területe, egyedszáma csökkenő, ezért Természetvédelmi Világszövetség Vörös listáján a veszélyeztetett kategóriában szerepel.

## Külső hivatkozások
- Képek az interneten a fajról
- Xeno-canto